# Флаг Незамаевского сельского поселения (Павловский район)
Флаг муниципального образования Незамаевское сельское поселение Павловского района Краснодарского края Российской Федерации — опознавательно-правовой знак, служащий официальным символом муниципального образования.
Флаг утверждён 20 января 2012 года решением Совета Незамаевского сельского поселения № 32/96 и внесён в Государственный геральдический регистр Российской Федерации с присвоением регистрационного номера 7494.

## Описание
«Прямоугольное полотнище с отношением ширины к длине 2:3, воспроизводящее композицию герба Незамаевского сельского поселения Павловского района в малиновом, синем, жёлтом и белом цветах».
Геральдическое описание герба гласит: «В пурпурном поле с лазоревым левым краем золотой уширенный крест; левый край от основного поля отделяет золотая казачья пика с серебряным бунчуком (наконечник пики украшен полумесяцем)».

## Символика
Флаг языком символов и аллегорий отражает исторические, культурные и экономические особенности сельского поселения.
Незамаевское сельское поселение получило своё наименование от станицы Незамаевской, ранее одного из 38 куреней Черноморского (Запорожского) казачьего войска прибывших на Кубань в 1794 году. Ещё в Запорожской Сечи, позже Черноморском казачьем войске курень составлял военно-административную единицу, на что указывает изображение казачьей пики с бунчуком. Бунчук — знак атаманской власти.
Уширенный крест — один из основных элементов флага — традиционный символ, существовавший на куренных значках черноморских (запорожских) казаков. Крест — символ мужества, отваги, воинской доблести, а также христианства.
Пурпур (малиновый цвет) является определяющим цветом черноморского (запорожского) казачества — основоположников станицы. Пурпур символизирует цветущую землю, верность, скромность, набожность.
Жёлтый цвет (золото) — символ урожая, богатства, стабильности, прочности, подчёркивает плодородие и достаток, аллегорически говорит о верности, славе и заслугах жителей Незамаевского сельского поселения.
Синий цвет (лазурь) цвет символизирует чистое небо, честь, искренность, добродетель, возвышенные устремления и аллегорически указывает на реку Ея, протекающую через поселение.
Белый цвет (серебро) символизирует чистоту, честность, искренность, и милосердие.